# 郭旭虹
郭旭虹，中华人民共和国教育部长江学者特聘教授，华东理工大学化工学院教授、博士生导师，主要从事功能高分子及农业化学领域的基础和应用研究。

## 社会兼职
- 国际聚电解质协会理事
- 亚太化工联盟执委会成员
- 中国化工学会国际交流委员